# Shining
För andra betydelser, se The Shining
Shining är ett svenskt depressive suicidal black metal-band med tydliga doom-influenser, grundat 1996 i Halmstad. Låttexterna behandlar ämnen som självdestruktivitet, droger och självmord. Debutalbumet Within Deep Dark Chambers gavs ut 2000 av Selbstmord Services. 
Bandets namn syftar inte på boken The Shining, utan enligt bandets grundare, Niklas Kvarforth, betyder det "vägen till självinsikt".
Håkan Hemlin från folkmusik-duon Nordman har spelat in en duett med Shining, till låten "Tillsammans är vi allt" från skivan VII: Född förlorare (2011). Även en musikvideo spelades in, där Hemlin gästsjöng denna låt tillsammans med bandet under en livespelning.
Den 29 oktober 2012 utgav Shining sitt åttonde studioalbum, Redefining Darkness, via finska Spinefarm Records, en skiva som fortsätter följa Shinings koncept kring att alla studioalbum alltid innehåller exakt sex låtar.

## Medlemmar

### Nuvarande
- Niklas Kvarforth (född Olsson, aka Ghoul, samt Wraith) – sång, gitarr, keyboard (1996– )
- Peter Huss – gitarr (2005– )
- Marcus Hammarström – basgitarr (2016– )
- Frank Schilperoort – trummor (2019– )

### Tidigare medlemmar
- Joel Lindholm – basgitarr
- Impaler (Ted Wederbrand) – trummor (1998–2001)
- Robert Ayddan – sång (1998, sång på Submit to Selfdestruction) [4]
- Andreas Classen – sång (2000, sång på Within Deep Dark Chambers) [5][6]
- Tusk – basgitarr (2000–2001)
- Phil A. Cirone – basgitarr, keyboard (2001–2005, 2007–2008)
- Hellhammer (Jan Axel Blomberg) – trummor (2001–2004)
- Inisis (Håkan Ollars) – gitarr, keyboard (2002)
- Johan Hallander – basgitarr (2005–2007)
- Ludwig Witt – trummor (2005–2007, 2011–2012)
- John Doe – gitarr (2005–2006)
- Casado (Andreas Casado) – gitarr (2005–2006)
- Wredhe (Fredric Gråby) – gitarr (2006–2011)
- Uruz (Jarle Byberg) – trummor (2007–2008, 2016–2017)
- Andreas Larssen – basgitar (2008-2010)
- Rick (Richard Schill) – trummor (2008–2010)
- Christian Larsson – basgitarr (2010–2015)
- Sebastiaan Bats – gitarr (2011)
- Rainer Tuomikanto – trummor (2012–2016)
- Euge Valovirta – gitarr, bakgrundssång (2012–2017)

### Turnerande medlemmar (studio)
- Josh Perrin – basgitarr (2009)
- Mikko Salovaara – gitarr (2013)
- Lauri Hämäläinen – basgitarr (2015)
- Kévin Paradis – trummor (2017–2018)
- Teloch (Morten Bergeton Iversen) – gitarr (2018)
- Robert Myrhaug – trummor (2016– )
- Benny Bats – gitarr (2017– )
- Nikola Janković (aka Usud) – trummor (2018– )
- Charles Hedger – gitarr (2018– )
- Kevin Storm – gitarr (2019– )

### Bidragande musiker
- King (Tom Cato Visnes) – basgitarr (2008)[7]

## Diskografi

### Studioalbum
- Within Deep Dark Chambers (2000)
- Livets Ändhållplats (2001)
- III - Angst - Självdestruktivitetens Emissarie (2002)
- IV - The Eerie Cold (2005)
- V - Halmstad (2007)
- VI - Klagopsalmer (2009)
- VII - Född Förlorare (2011)
- Redefining Darkness (2012)
- 8 1/2- Feberdrömmar I Vaket Tillstånd (2013)
- IX - Everyone, Everything, Everywhere, Ends (2015)
- X - Varg Utan Flock (2018)

### EP
- Submit to Selfdestruction (1998)
- Lots of Girls Gonna Get Hurt (2012)
- Five Valid Reasons for Self-Inflicting Harm (2014)
- Fiende (2017)

### Singlar
- "Förtvivlan, min arvedel" (2011)

### Samlingsalbum
- Through Years of Oppression (2004)
- The Darkroom Sessions (2004)
- Oppression MMXVIII (2018)

### Split
- "Through Corridors of Oppression" / "Ekstasis" (Split 7" vinyl: Shining / Dolorian) (2004)
- The Sinister Alliance (Split-album: Shining / Funeral Dirge / Mrok) (2007)
- "Ytterligare ett steg närmare total jävla utfrysning" / "Drikke ens skål" (Split 7" vinyl: Shining / Den Saakaldte) (2009)
- "Pale Colours (Bay Laurel cover)" / "The River (PJ Harvey cover)" (Split 7" vinyl: Shining / Monumentum) (2012)
- "In the Eerie Cold Where All the Witches Dance" (Split 7" vinyl: Mortuary Drape / Shining) (2013)
- Shining on the Enslaved (Split-album Enlaved / Shining) (2015)